# De Paarse Heide
De Paarse Heide is sinds 1991 officieel het stadslied van de stad Breda. Dit werd op 26 september van dat jaar door de gemeenteraad besloten. Raadslid Wim van Fessem verzocht vervolgens de voorzitter, burgemeester Ed Nijpels, het eerste couplet in te zetten waarna de raadsleden volgden. Het lied werd geschreven in 1929, de muziek is van Louis de Moree en de tekst van Tony Smits van Waesberghe.

## Tekst
I

Te midden van de paarse heide,

Waar samenstroomen Mark en Aa,

Daar ligt geroemd door alle tijden

Onz' eigen stad, ons fier Breda.

Breda vooruit! De klokken luiden.

Breda, gij blijft de schoonste stad van 't Zuiden!

II

Zo lang daar rond den slanken toren

Nog klopt het echt Bredasche bloed,

Gaat nimmer d'eigen aard verloren

Die jolig is en blijven moet. 

Breda vooruit! De klokken luiden. 

Breda, gij blijft de parel van 't Zuiden. 

III

Vanuit onz' oude vestingwallen

Ontplooide zich der vad'ren strijd,

Door moed, beleid en trouw aan allen,

Naar Neerlands onafhankelijkheid.

Breda vooruit! De klokken luiden.

Breda, gij blijft de Mauritsstad van 't Zuiden.

IV

Wij juichen, trouw aan de historie,

Gebonden aan den Nassau-stam,

Nu over oude Oranje glorie

Een nieuwe zonne stralen kwam.

Breda vooruit! De klokken luiden.

Breda, gij blijft d'Oranjestad van 't Zuiden.